# Bárbara Muschietti
Bárbara Muschietti (Vicente López, 22 de diciembre de 1971) es una productora de cine y guionista argentina. Es conocida por haber producido las películas Mamá (2013), It (2017), It Capítulo Dos (2019) y The Flash (2023), todas dirigidas por su hermano Andrés Muschietti.

## Biografía
Es la hermana mayor de Andrés Muschietti. Ambos fueron criados en Acassuso, Provincia de Buenos Aires. A los 18 años se fue de Argentina para vivir en Estados Unidos. Estudió en la Universidad de California en Los Ángeles y después de graduarse trabajó como asistente en la película Evita (1996) de Alan Parker. Años después trabajó en otro largometraje del director, The Life of David Gale (2003). Mientras vivía en Los Ángeles también trabajó en la compañía cinematográfica Cecchi Gori, como asistente del productor Gianni Nunnari.
Posteriormente se trasladó a Europa y trabajó junto a su hermano en una productora publicitaria de Barcelona. Tras esto, abrieron su propia empresa de publicidad. Como una manera de trabajar juntos en el cine, ambos hicieron el cortometraje de terror Mamá (2008), escrito y dirigido por Andy y producido por Bárbara. Tras su estreno en el Festival de Cine de Sitges fueron contactados por Guillermo del Toro, quien les propuso adaptar la película a un largometraje. La cinta, en la que Muschietti fue coguionista con su hermano y con Neil Cross, fue estrenada en 2013 y contó con las actuaciones de Jessica Chastain y Nikolaj Coster-Waldau. En tanto, del Toro participó como productor ejecutivo del proyecto.
La siguiente película en la que ambos hermanos trabajaron juntos fue It (2017), una adaptación de la novela homónima de Stephen King. Estuvo protagonizada por Jaeden Martell, Bill Skarsgård, Jeremy Ray Taylor, Sophia Lillis, Finn Wolfhard, Wyatt Oleff, Chosen Jacobs y Jack Dylan Grazer. Con una recaudación mundial de más de 700 millones de dólares, se convirtió en la película de terror más taquillera de la historia. La adaptación del libro fue completada con un segundo largometraje, It Capítulo Dos (2019), también producido por Muschietti y dirigido por su hermano. Además de los actores de la primera cinta, el reparto incluyó versiones adultas de sus personajes interpretados por James McAvoy, Jessica Chastain, Jay Ryan, Bill Hader, Isaiah Mustafa, James Ransone y Andy Bean.
En televisión, Muschietti ha sido productora ejecutiva de la serie Locke & Key, una adaptación de Netflix de los cómics de Joe Hill y Gabriel Rodríguez.
En 2021, los hermanos Muschietti crearon la compañía productora Double Dream. Uno de sus primeros proyectos fue la película de superhéroes The Flash (2023), basada en el personaje homónimo de DC Comics.

## Filmografía
| Año  | Título                  | Productora | Guionista | Notas                                                                                            |
| ---- | ----------------------- | ---------- | --------- | ------------------------------------------------------------------------------------------------ |
| 2008 | Mamá                    | Sí         | No        | Cortometraje                                                                                     |
| 2011 | Historias de Dhallywood | Sí         | No        | Documental; productora ejecutiva                                                                 |
| 2013 | Cromosoma cinco         | Sí         | No        | Video documental; productora asociada                                                            |
| 2013 | Mamá                    | Sí         | Sí        |                                                                                                  |
| 2014 | Antigona despierta      | Sí         | No        | Documental                                                                                       |
| 2017 | It                      | Sí         | No        | Adaptación de la novela de Stephen King                                                          |
| 2019 | It Capítulo Dos         | Sí         | No        | Adaptación de la novela de Stephen King                                                          |
| 2020 | Locke and Key           | Sí         | No        | Serie de Netflix, adaptación de los cómics de Joe Hill y Gabriel Rodríguez; productora ejecutiva |
| 2023 | The Flash               | Sí         | No        |                                                                                                  |
| 2024 | Norita                  | Sí         | No        | Documental; productora ejecutiva                                                                 |
| 2025 | Estado eléctrico        | Sí         | No        | Productora ejecutiva                                                                             |
| 2025 | It: bienvenidos a Derry | Sí         | No        | Serie de televisión; productora ejecutiva                                                        |